# Bend
Bend är en stad i Deschutes County i delstaten Oregon, USA. 2010 hade staden 76 639 invånare. Bend är administrativ huvudort (county seat) i Deschutes County.

### Fotnoter
1. ↑  ”Bend city, Oregon” (på engelska). American Factfinder. 15 mars 2010. Arkiverad från originalet den 16 mars 2017. https://web.archive.org/web/20170316101545/https://factfinder.census.gov/faces/nav/jsf/pages/community_facts.xhtml. Läst 26 december 2018.